# 帕卡恩布体育场
帕卡恩布体育场，巴西圣保罗市的一个体育场，位于帕卡恩布街区。科林蒂安队的主场位于该体育场。
1950年世界杯足球赛的数场比赛曾在该体育场举行。